# Tsurumi (Osaka)
Tsurumi (jap. 鶴見区 Tsurumi-ku)  - jedna z 24 dzielnic (区 – ku) w Osace w Japonii.